# Coesula heinrichi
Coesula heinrichi là một loài tò vò trong họ Ichneumonidae.